# Trigger (compañía)
Trigger Inc. (株式会社トリガー Kabushiki Gaisha Torigā?) también conocido como Studio Trigger, es un estudio de animación japonés fundado por los antiguos empleados de Gainax Hiroyuki Imaishi y Masahiko Ohtsuka en agosto de 2011.

## Empresa
Trigger se fundó el 22 de agosto de 2011 por Hiroyuki Imaishi y Masahiko Ohtsuka poco después de dejar Gainax. El nombre del estudio y página web oficial fue revelado en octubre de 2011. Tras varios proyectos y colaboraciones, en 2013 empezó la emisión de su primera serie de anime televisivo, Kill la Kill.
Trigger lanzó un cortometraje llamado Little Witch Academia, y el 8 de julio de 2013 empezó un proyecto Kickstarter para financiar un segundo episodio. El proyecto fue bien recibido y alcanzó su meta de $150,000 USD en menos de 5 horas, y continuó hasta alcanzar un total de $625,518 USD.

## Trabajos

### Producidos por Trigger

#### Series de anime
| Año  | Título                               | Director(es)                       | Fecha de primera transmisión | Fecha de última transmisión | Eps. | Nota(s)                                                                                               | Refs.                       |
| ---- | ------------------------------------ | ---------------------------------- | ---------------------------- | --------------------------- | ---- | --- | --------------------------- |
| 2013 | Kill la Kill                         | Hiroyuki Imaishi                   | 3 de octubre de 2013         | 27 de marzo de 2014         | 24   | Historia original                                                                                     | [ 4 ]                       |
| 2014 | Inō Battle wa Nichijō-kei no Naka de | Masahiko Otsuka Masanori Takahashi | 6 de octubre de 2014         | 22 de diciembre de 2014     | 12   | Adaptación de la serie de novelas ligeras creada por Kota Nozomi                                      | [ 8 ]                       |
| 2016 | Uchū Patrol Luluco                   | Hiroyuki Imaishi                   | 1 de abril de 2016           | 24 de junio de 2016         | 13   | Historia original                                                                                     |                             |
| 2016 | Kiznaiver                            | Hiroshi Kobayashi                  | 9 de abril de 2016           | 26 de junio de 2016         | 12   | Historia original                                                                                     |                             |
| 2017 | Little Witch Academia                | Yoh Yoshinari                      | 8 de enero de 2017           | 25 de junio de 2017         | 25   | Historia original, basado en el cortometraje del mismo nombre.                                        |                             |
| 2018 | Darling in the Franxx                | Atsushi Nishigori                  | 13 de enero de 2018          | 7 de julio de 2018          | 24   | Historia original, Coproducción con CloverWorks y A-1 Pictures.                                       |                             |
| 2018 | SSSS.Gridman                         | Akira Amemiya                      | 7 de octubre de 2018         | 23 de diciembre de 2018     | 12   | Historia original, está relacionada con el tokusatsu Gridman the Hyper Agent de Tsuburaya Productions |                             |
| 2020 | BNA: Brand New Animal                | Yoh Yoshinari                      | 9 de abril de 2020           | 25 de junio de 2020         | 12   | Historia original                                                                                     |                             |
| 2021 | SSSS.Dynazenon                       | Akira Amemiya                      | 2 de abril de 2021           | 18 de junio de 2021         | 12   | Proyecto del décimo aniversario de Trigger, secuela de SSSS.Gridman                                   | [ 9 ]                       |
| 2024 | Dungeon Meshi                        | Yoshihiro Miyajima                 | 4 de enero de 2024           | 13 de junio de 2024         | 24   | Adaptación del manga escrito e ilustrado por Ryōko Kui.                                               | [ 10 ] [ 11 ]               |
| 2025 | New Panty & Stocking with Garterbelt | Hiroyuki Imaishi                   | 9 de julio de 2025           | —                           | —    | Un nuevo proyecto del trabajo original de Gainax.                                                     | [ 12 ] [ 13 ] [ 14 ] [ 15 ] |
| —    | Dungeon Meshi 2nd Season             | —                                  | —                            | —                           | —    | Secuela de Dungeon Meshi.                                                                             | [ 16 ] [ 17 ]               |

#### Largometrajes y cortometrajes
| Año  | Título                                      | Director         | Duración | Notas                                                       | Refs.  |
| ---- | ------------------------------------------- | ---------------- | -------- | ----------------------------------------------------------- | ------ |
| 2013 | Little Witch Academia                       | Yoh Yoshinari    | 30m      | Historia original                                           | [ 6 ]  |
| 2015 | Little Witch Academia: The Enchanted Parade | Yoh Yoshinari    | 55m      | Historia original                                           | [ 6 ]  |
| 2019 | Promare                                     | Hiroyuki Imaishi | 115m     | Historia original, Coproducción con XFLAG y Sanzigen.       | [ 18 ] |
| 2023 | Gridman Universe                            | Akira Amemiya    | 117m     | Una película crossover entre SSSS.Gridman y SSSS.Dynazenon. | [ 19 ] |

#### ONAs
| Año  | Título                                         | Director(es)                                             | Fecha de primera transmisión | Fecha de última transmisión | Eps. | Nota(s) | Refs.  |
| ---- | ---------------------------------------------- | -------------------------------------------------------- | ---------------------------- | --------------------------- | ---- | --- | ------ |
| 2012 | Inferno Cop                                    | Akira Amemiya                                            | 25 de diciembre de 2012      | 19 de marzo de 2013         | 13   | Historia original                                                                                            | [ 20 ] |
| 2013 | Turning Girls                                  | Masahiko Otsuka                                          | 18 de junio de 2013          | 30 de julio de 2013         | 7    | Historia original                                                                                            |        |
| 2015 | Denkō Chōjin Guriddoman boys invent great hero | Akira Amemiya                                            | 16 de enero de 2015          | 16 de enero de 2015         | 1    | Historia original, parte de Japan Animator Expo                                                              |        |
| 2015 | Power Plant No.33                              | Yasuhiro Yoshiura                                        | 30 de enero de 2015          | 30 de enero de 2015         | 1    | Historia original, parte de Japan Animator Expo                                                              |        |
| 2015 | Sex & Violence with Machspeed                  | Hiroyuki Imaishi                                         | 20 de marzo de 2015          | 20 de marzo de 2015         | 1    | Historia original, parte de Japan Animator Expo                                                              |        |
| 2015 | Bureau of Proto Society                        | Yasuhiro Yoshiura                                        | 28 de agosto de 2015         | 28 de agosto de 2015        | 1    | Historia original, parte de Japan Animator Expo                                                              |        |
| 2015 | Ninja Slayer From Animation                    | Akira Amemiya                                            | 16 de abril de 2015          | 8 de octubre de 2015        | 26   | Adaptación de una saga de novelas                                                                            |        |
| 2021 | Star Wars: Visions                             | Hiroyuki Imaishi (The Twins) Masahiko Otsuka (The Elder) | 22 de septiembre de 2021     | 22 de septiembre de 2021    | 2    | Antología basada en Star Wars.                                                                               | [ 21 ] |
| 2022 | Cyberpunk: Edgerunners                         | Hiroyuki Imaishi Masahiko Otsuka                         | 13 de septiembre de 2022     | 13 de septiembre de 2022    | 10   | Historia original ambientada en el universo de Cyberpunk 2077. En colaboración con Netflix y CD Projekt Red. | [ 22 ] |
| —    | Cyberpunk: Edgerunners II                      | Kai Ikarashi                                             | —                            | —                           | 10   | Secuela de Cyberpunk: Edgerunners. En colaboración con CD Projekt Red.                                       | [ 23 ] |

#### Otros
| Año  | Título                       | Tipo                         | Trabajo                                                 | Refs.  |
| ---- | ---------------------------- | ---------------------------- | ------------------------------------------------------- | ------ |
| 2012 | Project X Zone               | Videojuego                   | Producción de la animación del inicio                   | [ 24 ] |
| 2014 | Black Dynamite               | Serie de TV estadounidense   | Producción de la animación del inicio de la Temporada 2 | [ 25 ] |
| 2015 | Battlesaurs                  | Extra de la edición especial | Producción de la animación del inicio                   | [ 26 ] |
| 2015 | Fire Emblem Fates            | Videojuego                   | Animación                                               |        |
| 2019 | Shantae and the Seven Sirens | Videojuego                   | Producción de la animación del Inicio                   |        |
| 2019 | Indivisible                  | Videojuego                   | Producción de la animación del Inicio                   |        |
| 2023 | Omega Strikers               | Videojuego                   | Producción de la animación del Inicio                   |        |

### Colaboraciones
- The Idolmaster (2011) - Cooperación de Producción (ep 17)
- Black Rock Shooter (2012) - Cooperación de Producción
- Sword Art Online (2012) - Cooperación de Producción (ep 8)
- Magi: The Labyrinth of Magic (2012) - Cooperación de Producción (ep 5)
- Hacka Doll the Animation (2015) - Asistencia con la Producción de Animación,[27]
- Steven Universe (2016) - Asistencia con la Producción de Animación (temporada 4, episodio 04 "Mindful Education")
- Star Wars: Visions (2021) - Cooperación de Producción.[28]